# 乐融致新
乐融致新（全称：乐融致新电子科技（天津）有限公司；前称：乐视致新、新乐视智家）是中国的电视制造商。

## 历史
2009年，乐视网开始了互联网电视领域的研发，并成立了乐视TV事业部。2011年，乐视TV推出第一代互联网机顶盒——乐视TV云视频超清机S10/S11，开始进行试商用。2012年1月，乐视网与央视国际（CNTV）达成战略合作，推出国内第一款符合国家可管可控政策的互联网机顶盒。4月24日，发布3D云视频高清机S30/S32。7月24日，发布3D云视频智能机T1。
8月，乐视tv事业部独立，成立乐视致新电子科技（天津）有限公司。12月19日，发布乐视盒子C1。2013年3月19日，乐视致新发布乐视盒子C1S。同年5月7日，发布超级电视X60和S40。2013年4月1日，乐视网、乐视控股、冠鼎工程（深圳市冠鼎建筑工程有限公司）三方以现金的方式对乐视致新进行增资，增资总额超过3亿元。冠鼎工程作为新的投资方，以1.3亿元的货币资金对乐视致新进行增资，占有乐视致新20%的股权。
2014年7月15日，广电总局下令重点整顿商业网站与牌照商合作开设的“视频专区”，要求互联网电视所有内容都要由牌照方负责，未经批准的终端产品不允许推向市场。此整改令迅速重创乐视产业生态，乐视网面临只有内容却无法播出的局面；该危机事件也促使了乐视集团与贾跃亭加速乐视超级电视的布局，并主动停售了电视盒子。

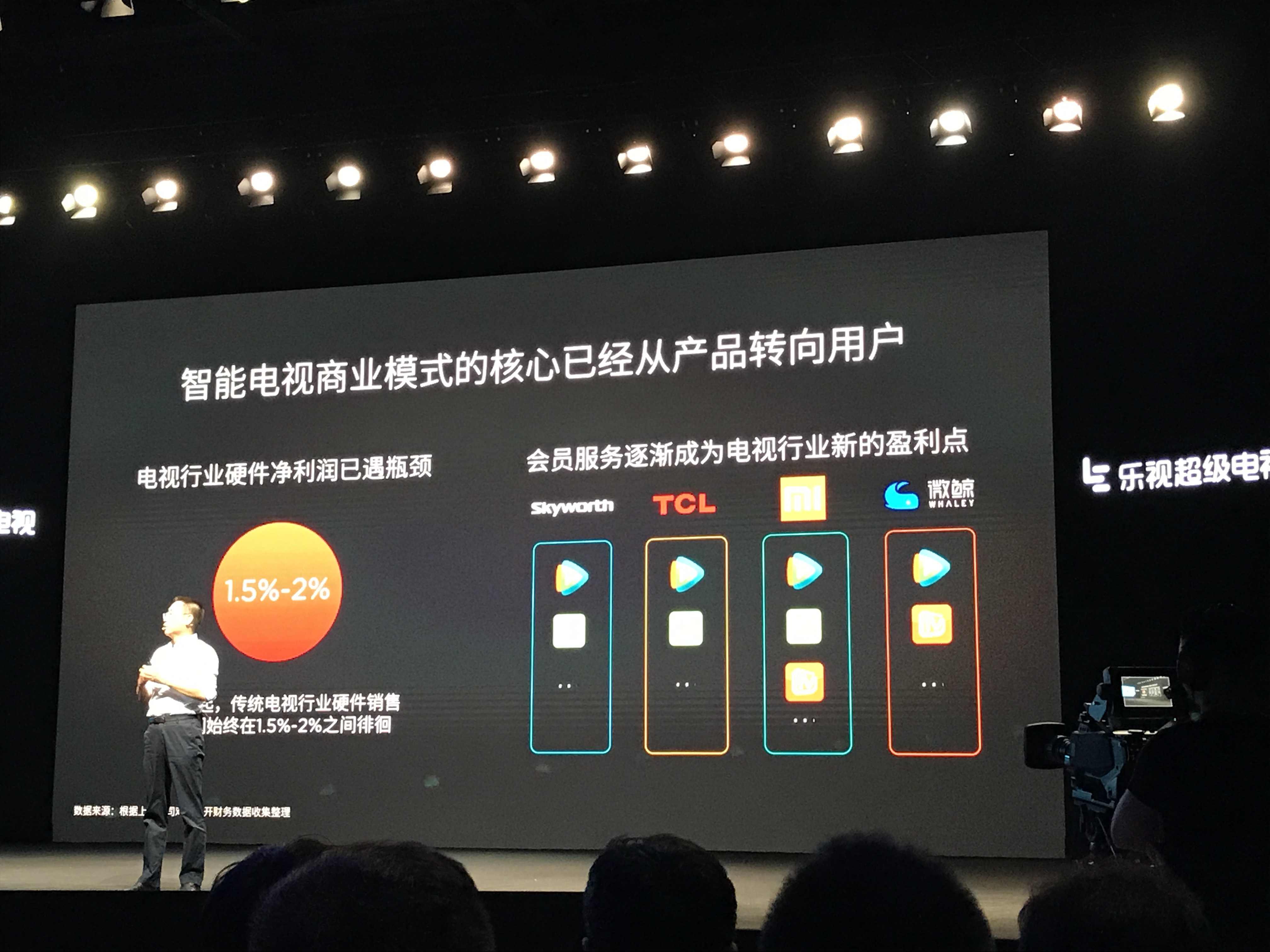
2017年5月乐视超级电视4周年发布会

2015年9月24日，第三代超级电视发布，共计六款：Max 65，X55 Pro；X55，X50；X43；X40。乐视在销售上采取了一些独特的模式，通过捆绑销售乐视影视会员，以降低电视硬件成本价格。10月27日，乐视在中国北京举行“无化反 不生态”新品发布会，基于全球独创的开放闭环乐视生态系统，正式推出4K电视——120英寸电视之王uMax120。
2015年12月11日晚，TCL集团和TCL多媒体同时发布公告，宣布乐视网通过乐视致新的香港子公司投资22.68亿港元（约18.71亿元人民币），认购TCL多媒体将近3.49亿股新股。通过这次投资，乐视网将通过乐视致新持有TCL多媒体约20%的股份，成为其第二大股东。不久，12月22日，乐视宣布即将推出基于全新智能硬件平台的第四代超级电视新品，70寸屏幕机型MAX70，以及4K曲面电视MAX65 curved。2016年1月12日，乐视再次推出65吋超级电视X65，并将市场价压缩到5000元以下。2016年4月20日在乐视体育生态中心，乐视举办“无破界不生态”为主题的春季新品发布会发布会上，发布了第4代超级电视X50Pro，超4X50，超4X50中超版。
2016年12月，乐视网宣布停盘，并着手对乐视致新新一轮融资工作。乐视致新总裁梁军在接受媒体采访时称，乐视致新此次融资的投前估值为300亿元。
2017年1月13日至14日，融創中國及乐视网公佈，融創中國透過关联公司嘉睿汇鑫向樂視控股購買15%乐视影业股權、向乐视网購買部分乐视致新股權。同時華夏人壽、樂然投資和融創中國向乐视致新增資，令樂視控股股權被分薄至18.3805%，但解決乐视致新與樂視控股的資金危機。2017年2月14日，信利电子有限公司出资7.2亿人民币入股乐视致新。同年3月28日，仁宝信息技术（昆山）有限公司出资7亿人民币入股。
2019年，乐融致新和天津智融与中电熊猫东莞分公司达成合作。然而自2020年7月起，乐视方面陆续收到消费者投诉称屏幕出现横线、竖线、漏液等问题。经查，中电熊猫方面生产的相关液晶面板不良率竟接近20%，远远超出行业内2%的不良率标准。乐视表示，液晶屏不达标的责任在中电熊猫一方，理应进行积极的售后服务，然而中电熊猫态度消极，售后费用由乐视垫付，至今换屏数量高达11590台，换机数量2160台，预计后续还要更换6300台。2022年8月，有关合作被终止。2023年1月10日，乐融致新员工到中电熊猫南京新港产业园门口维权。